# Sugar Ramos
Sugar Ramos, właś. Ultiminio Ramos Zaqueira (ur. 2 grudnia 1941 w Matanzas, zm. 3 września 2017 w Meksyku) – kubański, a potem meksykański bokser, zawodowy mistrz świata kategorii piórkowej.
Rozpoczął karierę boksera zawodowego w 1957 na Kubie. Wygrał pierwsze 17 walk, w tym większość przez nokaut. Jego przeciwnik w 12. walce, José Blanco, zmarł wskutek obrażeń odniesionych podczas bokserskiego pojedynku z Ramosem. W 1957 Ramos zdobył tytuł mistrza Kuby wagi piórkowej. Po zakazaniu boksu zawodowego na Kubie przez reżim Fidela Castro przeniósł się do Meksyku.
Trenerem Ramosa został Angelo Dundee. 21 marca 1963, po stoczeniu 42 walk, z których tylko 1 przegrał i 3 zremisował, Ramos zmierzył się w Los Angeles z obrońcą tytułu mistrza świata kategorii piórkowej Daveyem Moore’em. Obaj bokserzy wymienili wiele ciężkich ciosów. Po jednym z nich Moore przewrócił się w 10. rundzie i uderzył karkiem o dolną linę. Jego sekundant poddał go po tej rundzie. Po walce Moore stracił przytomność i zmarł kilka dni późnej wskutek uszkodzenia pnia mózgu. Bob Dylan skomponował po tej walce piosenkę „Who Killed Davey Moore”, będącą oskarżeniem zasad obowiązujących w świecie zawodowego boksu.
Następnie Ramos obronił tytuł wygrywając 13 lipca 1963 w Meksyku z Rafiu Kingiem na punkty, 1 marca 1964 w Tokio z Mitsunorim Sekim przez techniczny nokaut w 6. rundzie i 9 maja 1964 w Akrze z Floydem Robertsonem na punkty po 15 rundach. W kolejnej walce o pas mistrzowski 26 września 1964 w Meksyku został poddany w 12. rundzie przegrywając z Vicentem Saldívarem
Po utracie tytułu mistrzowskiego wagi piórkowej Ramos próbował zdobyć go w wadze lekkiej, ale dwukrotnie przegrał z obrońcą pasa Carlosem Ortizem 22 października 1966 w Meksyku przez techniczny nokaut w 5. rundzie oraz 1 lipca 1967 w San Juan przez TKO w 4. rundzie. Później nie walczył już o tytuł, choć kontynuował karierę do 1972, m.in. wygrywając z byłym mistrzem świata wagi piórkowej Raulem Rojasem i przegrywając niejednogłośnie z byłym mistrzem świata wagi lekkiej Mando Ramosem w 1970.
W 2001 został wybrany do Międzynarodowej Bokserskiej Galerii Sławy.